# Alan Dawson
Alan Dawson (Marietta (Pennsylvania), 14 juli 1929 – Boston, 23 februari 1996) was een Amerikaanse jazzdrummer en pedagoog.

## Biografie
Dawson groeide op in Roxbury, Massachusetts. Tijdens de jaren van de Koreaanse oorlog vervulde hij zijn dienstplicht in een legerband, hij was gelegerd in Fort Dix (1951–1953). In die tijd speelde hij ook in de groep van pianist Sabby Lewis. Na zijn diensttijd toerde hij drie maanden met de band van Lionel Hampton in Europa en speelde hij weer bij Lewis.
Van 1957 tot 1975 gaf Dawson les aan Berklee College of Music, tot zijn leerlingen behoorden Tony Williams, Terri Lyne Carrington, Julian Vaughn, Vinnie Colaiuta, Steve Smith, Kenwood Dennard, Gerry Hemingway, Jeff Sipe, Billy Kilson, Joe LaBarbera, Harvey Mason, Keith Copeland, Jake Hanna en Akira Tana. Vanwege hernia stopte hij met lesgeven in Boston en ging hij niet langer toeren, wel gaf hij nog (thuis) les in Lexington, Massachusetts.
Dawson was van circa 1963 tot 1970 de huisdrummer in jazzclub Lennie's on the Turnpike in Peabody, Massachusetts.
In de jaren zestig nam hij platen op met saxofonist Booker Ervin, voor Prestige Records. In 1968 verving hij Joe Morello in het kwartet van Dave Brubeck, hij speelde hier tot 1972. Hij was sideman voor talloze topmusici, waaronder Oscar Peterson, George Shearing, Woody Shaw, Phil Woods, Reggie Workman, Bill Evans, Sonny Rollins, Jaki Byard, Sonny Stitt, Dexter Gordon, Lee Konitz, Quincy Jones, Charles Mingus en Tal Farlow. In 1992 nam hij een album onder eigen naam op.
Dawson's lesmethoden zijn overgenomen en doorgegeven door veel van zijn studenten. John Ramsay en Osami Mizuno, beiden voormalige studenten, hebben hier boeken over geschreven. 
Alan Dawson overleed aan de gevolgen van leukemie.

## Discografie

### Als leider
- Waltzin' With Flo (1992)

### Als 'sideman'
met Dave Brubeck
- Live at the Berlin Philharmonie (Columbia, 1970)
- The Last Set at Newport (Atlantic, 1971)
- We're All Together Again for the First Time (Atlantic, 1973)
- All The Things We Are (Atlantic, 1973–74 [1976])

met Jaki Byard
- Jaki Byard Quartet Live! (Prestige, 1965)
- The Last from Lennie's (Prestige, 1965 [2003])
- Freedom Together! (Prestige, 1966)
- Jaki Byard with Strings! (Prestige, 1968)
- The Jaki Byard Experience (Prestige, 1968)

met Arnett Cobb
- Live at Sandy's! (Muse, 1978)

met Al Cohn
- Play It Now (Xanadu, 1975)

met Sonny Criss
- This is Criss! (Prestige, 1966)
- Portrait of Sonny Criss (Prestige, 1967)
- The Beat Goes On! (Prestige, 1968)

met Booker Ervin
- The Freedom Book (Prestige, 1963)
- The Song Book (Prestige, 1964)
- The Blues Book (Prestige, 1964)
- The Space Book (Prestige, 1964)
- Groovin' High (Prestige, 1963–64)
- The Trance (Prestige, 1965)
- Setting the Pace (Prestige, 1965) – met Dexter Gordon
- Heavy!!! (Prestige, 1966)

met Frank Foster
- Fearless Frank Foster (Prestige, 1965)
- Soul Outing! (Prestige, 1966)

met Terry Gibbs
- Bopstacle Course (Xanadu, 1974)

met Dexter Gordon
- The Panther! (Prestige, 1970)

met Illinois Jacquet
- Go Power! (Cadet, 1966)
- Bottoms Up (Prestige, 1968)

met Hank Jones
- Compassion (Black & Blue, 1978)
- Bluesette (Black & Blue, 1979)

met Quincy Jones
- Jazz Abroad (Emarcy, 1955)

met Eric Kloss
- Grits & Gravy (Prestige, 1966)
- First Class Kloss! (Prestige, 1967)
- Life Force (Prestige, 1967)
- We're Goin' Up (Prestige, 1967)
- In the Land of the Giants (Prestige, 1969)

met Junior Mance
- Harlem Lullaby (Atlantic, 1967)
- I Believe to My Soul (Atlantic, 1968)

met Charles McPherson
- Con Alma! (Prestige, 1965)

met James Moody
- Don't Look Away Now! (Prestige, 1969)

met Houston Person
- Chocomotive (Prestige, 1967)

met Sonny Stitt
- Tune-Up! (Cobblestone, 1972)

met Buddy Tate
- Live at Sandy's (Muse, 1978 [1980])
- Hard Blowin' (Muse, 1978 [1984])

met Phil Woods
- Musique du Bois (Muse, 1974)